# Réforme de l'éducation lors de l'occupation du Japon
La réforme de l'éducation lors de l'occupation du Japon est l'ensemble des réformes du système éducatif du Japon imposées par les États-Unis lors de l'occupation du Japon par les autorités américaines à la fin de la Seconde Guerre mondiale.

## Histoire
Au cours de la Seconde Guerre mondiale, de nombreux étudiants japonais sont enrôlés pour participer activement à l'effort de guerre et transforment les écoles en usines. Nombre d'entre elles sont détruites par les bombardements. 
Les autorités d'occupation entreprennent de réformer le système éducatif de l'archipel. Les méthodes japonaises sont presque à l'opposé de celles des États-Unis : le contrôle des écoles est très centralisé, la relation maître-élève se limite à la mémorisation de connaissances livresques verbatim sans beaucoup d'interactions et les textes d'étude sont décrits comme ennuyeux. Le rapport entre les années scolaires est fait pour ressembler à celui des États-Unis qui est de 6 ans d'enseignement primaire, 3 ans d'enseignement secondaire, 3 ans d'enseignement secondaire supérieur et 4 ans d'études supérieures. Au cours de la période de l'occupation, cette orientation ainsi que beaucoup d'autres sont modifiées. Une hiérarchie moins centralisée de l'administration scolaire est mise en place et, mesure sans précédent, les parents ont le droit de voter pour les conseils scolaires. Une nouvelle industrie du manuel scolaire est créée.
Cependant, après la fin de l'occupation, une grande partie du système éducatif japonais en revient à l'ancien système.

## Source
- Kenneth B. Pyle (en)  The Making of Modern Japan 1996

## Référence
- (en) Cet article est partiellement ou en totalité issu de l’article de Wikipédia en anglais intitulé « Educational reform in occupied Japan » (voir la liste des auteurs).